# Alphabetisches Verzeichniß aller zum Ober-Donau-Kreis gehörigen Städte, Märkte, Dörfer, Weiler und Einöden
Das Alphabetische Verzeichniß aller zum Ober-Donau-Kreis gehörigen Städte, Märkte, Dörfer, Weiler und Einöden ist ein Ortslexikon. Der vollständige Titel lautet: „Alphabetisches Verzeichniß aller zum Ober-Donau-Kreis gehörigen Städte, Märkte, Dörfer, Weiler und Einöden mit eigener Zubenennung, bey jedem einzelnen Orte mit Bemerkung seiner Pfarr-, Steuer-Distrikts- und Amts-Zugehörung, dann Wohnhäuser- und Seelenzahl. In einer tabellarischen Darstellung angefertigt. Zu Ende des Jahres 1818.“ Der Verfasser ist W. F. Rupp. Er war Registrator an der Bayerischen Königlichen Regierungskammer des Innern.
Das Werk listet sämtliche Orte des Oberdonaukreises nach dem Gebietsstand vom 20. Februar 1817 auf. Die alphabetische Sortierung der Orte erfolgte, wo nötig, nach ihrem Stammwort; Vorsilben (Alt-, Neu-, Groß-, Klein-, Ober-, Unter-) wurden daran angehängt. An Ortstypen wird unterschieden zwischen Einöde, Einöd-Höfe, Einöd-Mühle, Klause, Schloss, Ziegelhütte, Weiler, Dorf, Kleines Dorf, Dörfchen, Filialdorf, Pfarrdorf, Markt und Stadt. Eine Definition zu den Ortstypen gibt es nicht. Es folgen gemäß dem Titel jeweils Angaben zu der jeweils zuständigen Rural- bzw. Munizipalgemeinde, Pfarrei, Land- bzw. Herrschaftsgericht und der Zahl der Häuser und Einwohner, wobei an Häusern nur Wohngebäude berücksichtigt wurden. Über den Stichtag der statistischen Erhebungen gibt das Werk keinen Aufschluss.

## Ausgabe
- W. F. Rupp: Alphabetisches Verzeichniß aller zum Ober-Donau-Kreis gehörigen Städte, Märkte, Dörfer, Weiler und Einöden. Augsburg 1818 (Digitalisat).